# Kwaremont (helling)
De Kwaremont (ook wel Nieuwe Kwaremont genoemd, niet te verwarren met de Oude Kwaremont) is een helling in de Vlaamse Ardennen gelegen in de gemeente Kluisbergen. Langs de beklimming ligt het dorp Kwaremont, wat tevens de naam van de helling verklaart. Ten westen van de top van de Kwaremont ligt de Knokteberg, ten oosten ervan de hogere Hotondberg.

## Wielrennen

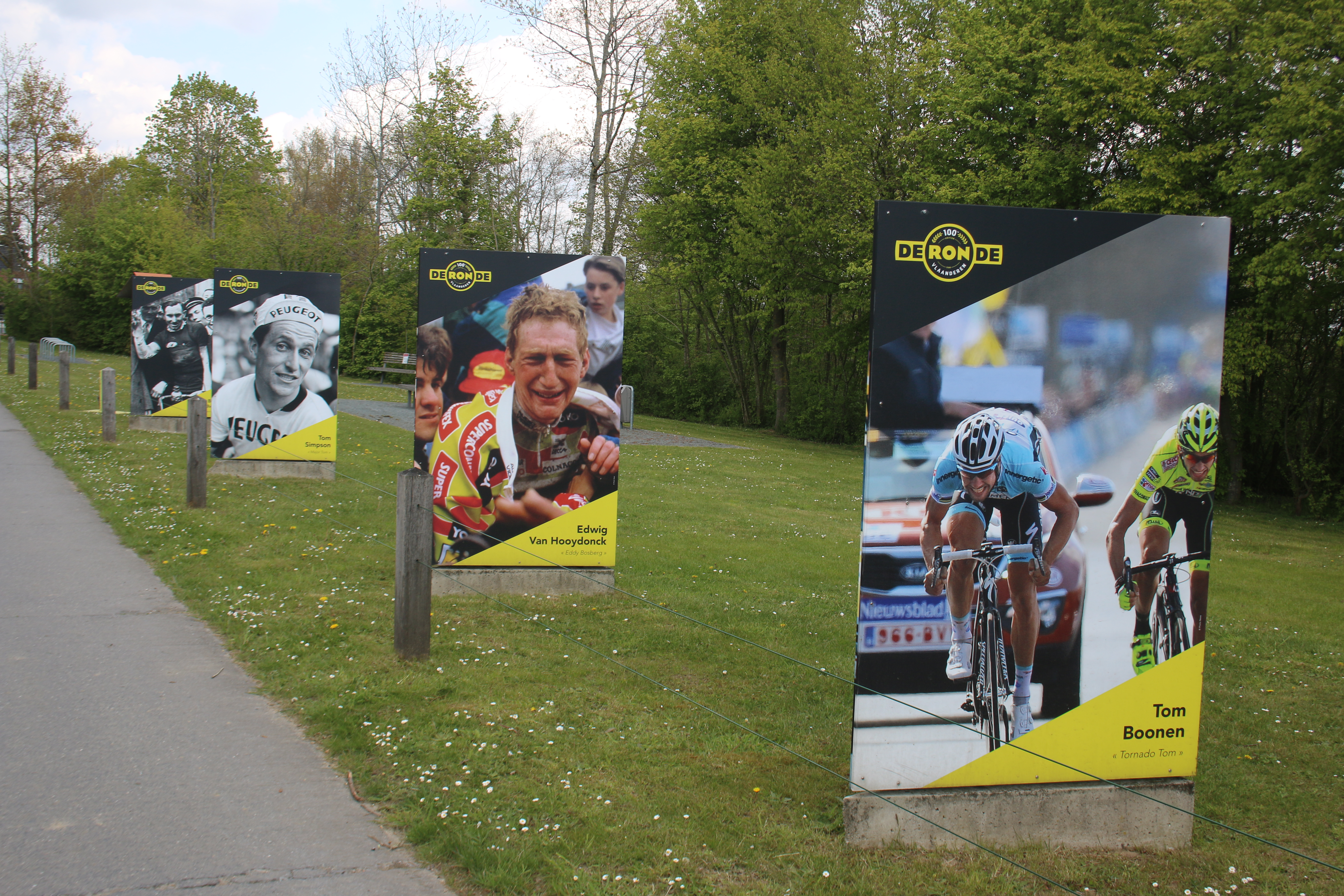

De Kwaremont is meermaals opgenomen in de Ronde van Vlaanderen en boezemde ontzag in.
Samen met de Kruisberg te Ronse en de Edelareberg bij Oudenaarde vormde ze in de beginjaren van de Ronde een geducht trio hellingen.
De Kwaremont bestond tot 1965 geheel uit kasseien met daarnaast een fietspad in grind. In 1965 werd de eerste 400 meter vanuit Berchem geasfalteerd, een jaar later volgde de rest van de helling. De helling was nu een eenvoudige hindernis geworden voor het peloton en de Rondes van 1966 tot en met 1973 kenden een minder spannend wedstrijdverloop.
In 1973 werd de Oude Kwaremont, een straat die parallel aan de Kwaremont dezelfde heuvelkam beklimt, 'ontdekt'. De Oude Kwaremont werd in 1974 direct opgenomen in de Ronde.
De Kwaremont is in totaal 54 keer (1919-1954, 1956-1965, 1967-1973, 1992) opgenomen in de Ronde. In 1992 werd ze voor de laatste maal opgenomen in verband met werkzaamheden aan de Oude Kwaremont.
Van 1919-1927 was er sprake van twee hellingen in de Ronde, eerst de Tiegemberg gevolgd door de Kwaremont. In 1928 wordt ze beklommen voor de Tiegemberg. In 1929 volgt ze weer na deze berg. In 1930 en 1931 wordt ze gesitueerd tussen Tiegemberg en Kruisberg. Van 1932-1949, 1951, 1952, 1956, 1958-1965 is ze continu de eerste helling, voor de Kruisberg. In 1950 wordt ze nog eens voorafgegaan door de Tiegemberg. In 1953 en 1954 ligt ze tussen de Kluisberg en de Kruisberg. In 1957 is ze de eerste helling gevolgd door de Statieberg.
In 1966 wordt de Kwaremont wegens asfalteringswerkzaamheden niet in de Ronde opgenomen.
Van 1967-1973 is de Kwaremont weer de eerste helling. In 1967-1969 gevolgd door de Kloosterstraat. In 1970 en 1971 wordt ze weer gevolgd door de Kruisberg, in 1972 door de Hoogberg-Hotond en in 1973 door de Oude Kruisens.
In 1992 lag ze tussen de Tiegemberg en de Paterberg.
De Kwaremont is daarnaast elfmaal (1935, 1945, 1946, 1949-1956) opgenomen geweest in Gent-Wevelgem. Ook is ze vijftienmaal (1945-1957, 1972, 1973) opgenomen in de Omloop Het Volk, in 1950 werd ze in deze wielerwedstrijd voor de eerste maal gevolgd door de Muur van Geraardsbergen en de Bosberg. In de beginjaren was de helling ook onderdeel van Kuurne-Brussel-Kuurne en Dwars door België.
Op de top ligt het monument van Karel van Wijnendaele in de Ronde van Vlaanderenstraat, waar ook de namen van de winnaars op het wegdek zijn aangebracht en fotopanelen van de Rondewinnaars zijn geplaatst.